# Infection nosocomiale
Ne doit pas être confondu avec Infection Associée aux Soins.
 Mise en garde médicale
Une infection nosocomiale est une infection contractée dans un établissement de santé.
Le terme « nosocomial » vient du grec ancien nosos (maladie) et de komein (soigner), qui forment le mot nosokomia, soins qu’on donne aux malades[réf. nécessaire]. Une infection est dite « nosocomiale » ou « hospitalière », si elle est absente lors de l'admission du patient à l'hôpital et qu'elle se développe 48 heures au moins après l'admission ou un délai supérieur à la période d'incubation. Ce délai permet de distinguer une infection d'acquisition communautaire d'une infection nosocomiale. Ce critère ne doit pas être appliqué sans réflexion et il est recommandé d'apprécier, dans les cas douteux, la plausibilité du lien causal entre hospitalisation et infection.
Dans le cas d'infections de site opératoire, l'infection est considérée comme nosocomiale si elle survient dans les trente jours suivant l’opération, et ce délai se prolonge jusqu'à un an s'il y a mise en place de matériel prothétique. Autrement dit, toute infection survenant sur une cicatrice chirurgicale dans l'année suivant l'opération, même si le patient est sorti de l'hôpital, peut être considérée comme nosocomiale.
En mai 2019, Sally Davies, hématologue et conseillère médecin en chef du gouvernement britannique, réalertait le président des Nations-Unies en rappelant que, sans action immédiate, coordonnée, ambitieuse et multiforme, avant 2050, ce sont dix millions de personnes qui mourront chaque année de maladie nosocomiale « évitable ». C'est ce qu'a conclu le groupe de coordination inter-institutions des Nations unies sur l'antibiorésistance. En 2019 seuls quelques pays semblent relativement maîtriser les maladies nosocomiales (Norvège, Suède et Pays-Bas). Et malgré des progrès, surtout centrés sur les pays du G7 et du G20, le risque nosocomial s'étend ; ces experts estiment qu'il faut dans le monde entier « de toute urgence éliminer l'utilisation des antimicrobiens dans l'agriculture, investir dans de nouvelles technologies pour lutter contre la résistance et renforcer la réglementation ». Nous sommes dans une course aux armements contre les microbes, dit S. Davies, et la lutte est de plus en plus complexe, d'autant plus qu'il y a dans ce domaine un « échec du marché » : les entreprises désinvestissent alors que l'antibiorésistance augmente. Les comportements du public doivent aussi changer, de même que celui des collectivités ; les eaux de ruissellement provenant des fermes et des environnements hospitaliers et industriels contribuent à propager de la résistance, mais la recherche à ce jour[Quand ?] reste limitée.

## Généralités
L'augmentation des infections nosocomiales est en partie liée aux progrès diagnostiques et thérapeutiques de la médecine : la prise en charge de patients de plus en plus fragiles, notamment atteints de déficit congénital de l'immunité ou, le plus souvent, d'un déficit acquis par l'administration de médicaments immunosuppresseurs.
Il faut cependant relativiser cette affirmation : entre l'enquête française de prévalence de 1996 et celle de 2001, bien que la comparaison des résultats soit difficile, une diminution de 13 % de la prévalence des infections nosocomiales est observée.
Cependant, d'après l'Institut de veille sanitaire, environ un patient hospitalisé sur vingt contracterait une infection nosocomiale, ce qui engendrerait environ 4 200 décès par an, soit davantage que les accidents de la route.
Les nouveau-nés, les prématurés et les personnes âgées sont particulièrement sujets aux infections nosocomiales. Les techniques invasives utilisées dans les hôpitaux pour le diagnostic, la surveillance et le traitement ouvrent souvent de nouvelles portes à l'infection : sonde urinaire à demeure, mesure de la pression veineuse centrale, perfusions de toute nature, implantation de prothèses… Les infections nosocomiales ne sont donc pas toutes des maladies évitables, même si près de la moitié de ces infections peuvent être prévenues par des moyens simples, comme le lavage des mains et une formation continue adaptée.
Un rapport de 2016 estime que les maladies nosocomiales pourraient dans le monde tuer 10 millions de patients par an et coûter 100 000 milliards de dollars US d'ici à 2050.

## Historique

### En France
Afin de rendre non contestables les études sur les infections nosocomiales, celles-ci rentrent depuis 1999 dans une définition standardisée. En effet, en 1999, le CLIN (Comité de lutte contre les infections nosocomiales) élabore les premières définitions.
Une première définition de l'infection nosocomiale avait été donnée par la circulaire no 263 du ministère de la santé du 13 octobre 1988 relative à l'organisation de la surveillance et de la prévention des infections nosocomiales. Cette circulaire a été remplacée par celle du 29 décembre 2000, du ministère de l'Emploi et de la Solidarité, prise en application de la loi du 1er juillet 1998 relative « au renforcement de la veille sanitaire et au contrôle de la sécurité sanitaire des produits destinés à l'homme » — laquelle met à la charge des établissements de santé publics et privés l'obligation d'organiser en leur sein la lutte contre les infections nosocomiales et autres affections iatrogènes (article L. 6111-1 CSP) — ainsi que du décret du 6 décembre 1999, lequel organise les modalités de cette action menée par un comité de lutte contre les infections nosocomiales dans chaque établissement. Au terme de cette circulaire, « les infections nosocomiales sont des infections contractées dans un établissement de santé ».
Le CTIN, devenu CTINILS en 2004, élabore en mai 2007 de nouvelles définitions considérant les définitions de 1999 comme non satisfaisantes au vu de la multiplication des parcours de soins et des intervenants dans la dispensation des soins, ainsi que de la diversification des structures et des systèmes de soins, et de la survenue parfois tardive de l'infection après chirurgie, en particulier avec prothèses implantées.

## Épidémiologie

### En France
En 1990, parmi 11 599 patients d'un échantillon de 39 hôpitaux de court séjour dans 16 départements, la prévalence des patients infectés était de 6,7 % et celle des infections nosocomiales (IN) de 7,4 %, (certains patients ayant contracté deux IN, voire plus).
En 1996, une première enquête nationale de prévalence (ENP) couvrait 236 334 patients dans 830 établissements de santé (ES) publics et privés. La prévalence des patients infectés était de 6,7 %, comme dans l'enquête de 1990, et celle des IN de 7,6 %.
En 2001, une deuxième ENP était proposée à tous les ES publics et privés sous l’égide du Réseau d’alerte, d'investigation et de surveillance des infections nosocomiales (Raisin). Cette enquête a inclus 305 656 patients dans 1 533 établissements (78 % des lits d'hospitalisation). La prévalence des patients infectés était de 5,9 % et celle des IN de 6,4 %.
Le jour de l’ENP des IN de juin 2006, 17 817 des 358 353 patients avaient une ou plusieurs IN actives, soit une prévalence nationale des patients infectés de 4,97 % ; 19 294 IN étaient recensées, soit une prévalence nationale des IN de 5,38 %.
Bien que les résultats de ces enquêtes ne soient pas directement comparables en raison des différences d’échantillonnage, la baisse des prévalences des IN en France est néanmoins réelle. Par exemple, si les individus se restreignent aux IN acquises et aux ES ayant participé aux deux enquêtes nationales de 2001 et 2006, la prévalence des patients infectés a diminué de 4,61 % en 2001 à 4,25 % en 2006 (- 8 % globalement au niveau national). En 2016, les services les plus touchés sont : la réanimation avec des taux de prévalence proches de 30 %, la chirurgie avec des taux de 7 % à 9 %, et la médecine (taux situés entre 5 % et 7 %). En réanimation, les infections urinaires et pulmonaires sont les plus courantes. Globalement, les patients cumulant des antécédents médicaux sont de loin les plus touchés.
Les infections nosocomiales compliquent donc 5 à 19 % des admissions dans les hôpitaux généraux et jusqu'à 30 % des patients en soins intensifs. En moyenne, ces infections prolongent l'hospitalisation de 4 à 5 jours[réf. nécessaire]. Les patients admis en réanimation sont particulièrement susceptibles en raison de leur exposition à divers dispositifs invasifs. Parmi les patients adultes hospitalisés en réanimation plus de deux jours dans les services participant au Réseau Raisin, 14,4 % ont présenté au moins une infection en 2007. Les taux étaient de 13,5 % en 2004, 14,6 % en 2005 et 14,1 % en 2006. Il est estimé qu'il y a 9 000 morts par an, mais dans seulement 4 200 cas, le pronostic vital n'était pas engagé avant la déclaration de la maladie.

### Dans les autres pays
Le Royaume-Uni a créé un fonds de 265 millions de livres sterling (344 millions de dollars américains) pour aider des laboratoires dans le monde à suivre les problèmes de résistance (donnée 2019). Ce pays a en outre diminué de 7,3 % l'usage des antibiotiques chez l'homme de 2014 à 2017, et de 40 % pour les usages vétérinaires.
En Italie, les maladies nosocomiales concernaient dans les années 2000 environ 6,7 % des personnes hospitalisées, soit 450 000 et 700 000 victimes, causant entre 4 500 et 7 000 morts. À la polyclinique Umberto Ier où les conditions d'hygiène se sont révélées désastreuses en 2006, le taux d'infection dépassait 15 %.
Aux États-Unis, 10 % des patients hospitalisés sont victimes d'une infection nosocomiale, soit 2 millions de patients par an. Cela a représenté 88 000 morts en 1995, et un coût allant de 4,5 à 11 milliards de dollars. Un tiers des maladies nosocomiales seraient évitables dans le pays[réf. nécessaire]

## Modes de transmission
Il existe quatre grands modes de transmission :
- l'auto-infection : le malade s'infecte avec ses propres germes, les « portes d'entrée » étant les lésions des muqueuses, les lésions cutanées (plaies, brûlures, maladies de peau). Les germes seront ceux de la peau, des muqueuses, du tractus digestif, etc. Ce mécanisme est favorisé par différents facteurs, comme la dissémination des germes du patient dans son environnement (par exemple le lit), par l'utilisation de traitement pouvant altérer l'immunocompétence (corticostéroïdes, immunosuppresseurs…), par l'administration de traitements sélectionnant certaines bactéries (antibiothérapie à spectre large…). Enfin, les patients immunodéprimés (sida, aplasiques…) sont les personnes les plus à risque du fait du défaut de vigilance immunitaire de leur organisme, développant ainsi des pathologies strictement endogènes ;
- l'hétéro-infection : dans ce cas, le germe responsable de l'infection nosocomiale provient d'un autre malade, la transmission étant le plus souvent manuportée par le personnel soignant intervenant auprès de plusieurs patients, disséminant ainsi les germes d'une personne à l'autre. Ces infections sont dites « croisées ». C'est le mode de contamination le plus fréquemment retrouvé lors d'épidémies. Cependant, certains germes, comme celui de la tuberculose, sont transmis par voie aérienne. Il peut en outre arriver plus rarement que les germes soient transmis par contact direct entre deux patients ;
- la xéno-infection : ce mode de transmission est un peu à part ; dans ce cas, les agents pathogènes sont transmis par des personnes venant de l'extérieur (personnel soignant, visiteurs, sous-traitants) et présentant elles-mêmes une pathologie infectieuse, déclarée ou en cours d'incubation. Ce mode de transmission n'est cependant pas à négliger, car il peut être dévastateur pour les patients particulièrement fragiles. Ainsi, les professionnels de santé sont de plus en plus encouragés à se faire vacciner contre la grippe ;
- l'exo-infection : ce mode de transmission est dû soit à un dysfonctionnement technique d'un matériel (filtre à air, autoclave…) destiné à la protection des patients — qui, ne remplissant plus son office, les laisse en contact avec des germes qui ne devraient, en principe, pas faire l'objet d'une infection, au vu des mesures prises pour les prévenir (aspergillose, légionelle, etc.) — soit à une erreur commise dans l'exécution des procédures de traitement du matériel médico-chirurgical.

## Causes des infections nosocomiales
Pour développer une infection nosocomiale, il faut que trois éléments soient réunis : un agent infectieux, un mode de transmission et un sujet réceptif.
Il existe des facteurs favorisants dont : le manque d'hygiène (éventuellement faute de salles de bain ou douches), le comportement du personnel hospitalier (qui parfois sous-estime le risque ou le comprend mal), ou encore la mobilité des patients (fréquemment transférés d'un établissement ou service à l'autre).

### Agent infectieux
Les infections nosocomiales sont généralement dues à des bactéries :
- commensales, c'est-à-dire des germes qui ne peuvent vivre qu'au contact de l'organisme humain ; ces bactéries sont souvent utiles au bon fonctionnement du corps humain, ainsi la flore bactérienne résidant dans le tube digestif des humains (staphylocoque doré, Pseudomonas aeruginosa…) est indispensable à la digestion ; en revanche, si pour une raison ou pour une autre lors d'une intervention chirurgicale, ces germes sont déversés dans la cavité abdominale, ils deviennent dangereux, pathogènes ;
- Saprophytes, c'est-à-dire vivant dans l'environnement de l'homme (l'eau, l'air…) et pouvant le coloniser dans certaines conditions.

### Dans les hôpitaux
Le milieu hospitalier met en présence des individus sains et de nombreux patients présentant des pathologies variées, infectieuses ou non. Chacun en se déplaçant dans les locaux et en déplaçant du matériel disperse des germes qui peuvent notamment se retrouver nombreux sur les chaussures, poignées de porte, interrupteurs, surfaces (« fomites ») et dans l'air… faisant de l'environnement hospitalier un véritable « pot-pourri » de germes. Ceux-ci évoluent selon leurs capacités de résistances intrinsèques et selon les désinfectants et antiseptiques utilisés pour le nettoyage et les soins. Face à ces produits et aux antibiotiques prescrits dans l'établissement, des microbes subissent une forte pression de sélection : seuls les plus résistants survivent.
Entrent en jeu le comportement du personnel hospitalier (qui parfois sous-estime le risque ou le comprend mal) ou encore la mobilité des patients (fréquemment transférés d'un établissement ou service à l'autre).
Chaque patient hospitalisé arrive avec sa propre flore bactérienne. Mais une fois en contact avec l'environnement hospitalier (le lit, la table de nuit, le personnel…) et les différents traitements, celle-ci va se modifier et va à son tour subir la pression de sélection. Par conséquent, les germes résistants de l'environnement vont se développer aux dépens de ceux a priori moins résistants de la flore d'origine.
Les germes hospitaliers sont de ce fait souvent capables de survivre dans un milieu hostile et de développer de multiples résistances aux antibiotiques les plus utilisés. Certains hôpitaux sont ainsi confrontés à des problèmes liés à l'émergence de staphylocoques, d'entérocoques et de bacilles Gram- résistants à de multiples antibiotiques.

### Surutilisation d'antibiotiques
La prescription inappropriée d'antibiotiques (décision de traiter, spectre antibactérien, temps de traitement) semble être une cause importante de sélection de germes multirésistants dans les services hospitaliers. L'application des recommandations sur l'utilisation des antibiotiques est donc une cible de choix dans la lutte contre les BMR (bactéries multirésistantes).
Ces germes, même résistants, ne sont pas forcément pathogènes pour les individus en bonne santé, mais ils le sont pour ceux dont l'état de santé est altéré.
En revanche, la surutilisation d'antibiotiques n'augmente pas le risque absolu de contracter une infection, la résistance aux antibiotiques n'étant pas liée à une augmentation de la virulence des bactéries. L'utilisation d'antibiotiques à large spectre, non ciblés vers l'infection, provoque une modification du microbiote intestinal susceptible de créer après l'arrêt du traitement un terrain favorable à la multiplication des bactéries pathogènes,. La France utiliserait, en 2019, trois fois plus d'antibiotiques par habitant que les Pays-Bas,. De nouveaux outils, permettent de détecter à moindre coût les bactéries impliquées dans une infection pour adapter le traitement antibiotique. En effet, même si 3 types de bactéries seraient la cause de plus de la moitié des infections, jusqu'à 50 % des traitements antibiotiques prescrits ne viseraient pas spécifiquement les bactéries provoquant l'infection.
Des patients peuvent aussi arriver avec des bactéries résistantes à des antibiotiques qu'ils ont utilisés dans leur vie professionnelle (éleveurs industriels de porcs ou volaille par exemple, dont les animaux abritent eux-mêmes des microbes antibiorésistants). Les bactéries pouvant échanger entre elles des gènes de résistance, notamment quand elles sont stressées, ce qui est le cas quand elles sont exposées à des désinfectants ou antibiotiques. Une souche bactérienne non-pathogène mais résistante peut aussi rendre une souche pathogène résistante.
L'homme n'est cependant pas le seul facteur de développement des résistances bactériennes, puisque l'on peut observer l'apparition de bactéries résistantes sur les plantes qui sécrètent naturellement des agents antibactériens et exercent donc également une pression de sélection.

### Causes écologiques, environnementales et comportementales
Des travaux récents ont montré que les maladies nosocomiales ont connu une très forte augmentation parmi les maladies émergentes (elles constituaient environ 20 % des 335 cas de maladies émergentes signalées entre 1940 et 2004). Ce sont souvent d’anciennes maladies (réémergentes), devenues antibiorésistantes, comme la tuberculose.
Le problème est d'autant plus préoccupant que depuis 50 ans, le nombre de vecteurs devenus résistants aux pesticides augmente aussi, et que ces maladies émergentes récentes sont presque toutes des zoonoses (maladies pouvant à la fois toucher l’homme et l’animal). Le nombre d'apparitions de ces maladies a presque été multiplié par quatre depuis cinquante ans, et plus encore depuis les années 1980, peut-être en raison de l'augmentation des cas de déficience immunitaire acquise. La croissance exponentielle des transports longue distance, par avion et bateau notamment, est un autre facteur d'exacerbation du risque. L'exposition chronique d'animaux ou d'humains à certains polluants est également susceptible de diminuer leur immunité.
Beaucoup de maladies nosocomiales (dont les dermatoses) sont des pathologies du biofilm qui protège la peau ou les muqueuses. Les biofilms seraient responsable de 65 % à 75 % des infections nosocomiales, tandis que certaines bactéries probiotiques lutteraient par exemple contre la formation de ces biofilms,. À l'inverse, on estime que 99 % des bactéries vivent sous forme de biofilm. L'origine de la contamination des dispositifs médicaux (cathéters, prothèses..) n'aurait souvent pas une origine extérieure au patient, mais proviendrait de biofilms déjà existants chez celui-ci et qui coloniseraient ces nouvelles surfaces, non protégées par le système immunitaire. Les biofilms accidentellement et anormalement devenus pathogènes sont souvent très résistants et notamment antibiorésistants. Cette résistance accrue est acquise par plusieurs moyens, et en particulier par le phénomène de « conjugaison »,,, qui opère une mutation des gènes bactériens à l'intérieur du biofilm. Ce phénomène pourrait, en effet, être 700 à 1 000 fois plus important au sein d'un biofilm qu'entre individus planctoniques. La matrice du biofilm constitue également une barrière physico-chimique étanche aux antibiotiques et au système immunitaire. L'autre mode d'action du transfert horizontal de gènes, dans lequel le patrimoine génétique des bactéries est modifié, intervient par l'action du virobiote dans la transduction. Ce dernier processus serait cependant 1 000 fois plus rare que par le biais de la conjugaison.
Bien que balbutiantes, les stratégies sont connues,. Certaines voies thérapeutiques ou certains agents cherchent encore leur place dans l'arsenal thérapeutique. La lactoferrine, ou l'acétylcystéine semblent avoir prouvé leur efficacité,. Les nanoparticules sont scrutées,,,, ainsi que des associations entre antibiotiques et nanoparticules. Les huiles essentielles pourraient être efficaces,,, en association ou sans antibiotiques. Certains enzymes sont la cible de recherches,,. Le domaine des enzybiotiques est celui des enzymes associés aux antibiotiques pour améliorer leur efficacité. Le recours à l'ail de cuisine est toujours évoqué. La thrombine semble inciter les bactéries à former un biofilm. Une étude récente[évasif] a montré cependant que l'association d'antibiotiques et d'acide 2-decenoic détruisait les biofilms sur les cathéters,,. Les mucines fabriqués par l'estomac auraient une action anti biofilm. L'action du mucus paraît cependant plus ambivalente. La phagothérapie est utilisée dans certains pays, comme la Russie, les États-Unis (Intralytix), les Pays-Bas (Micreos), la France (Pherecydes-pharma). Les bactériophages du virobiote empêcheraient ou moduleraient en particulier la formation  de biofilms bactériens dans l'épithélium intestinal. Certains peptides ont une action anti-biofilms,. Une base en ligne (BaAMPS) répertorie l'action des peptides existants. Les lantibiotics (en) sont des bactériocines de classe 1, ayant une action anti-biofilm.  On a mis au point un pansement détectant les biofilms sur les plaies post opératoires,, tandis que l'imagerie par fluorescence permet la détection des infections sur les plaies ouvertes. Il existe de nouveaux types de cathéters qui présentent une moindre adhérence aux bactéries. Les champs magnétiques peuvent être utilisés pour les biofilms sur les articulations. Cependant, des recherches récentes ont montré la complexité de la lutte contre les biofilms qui peuvent aussi se reformer par la voie des « persister cells »,, tandis que les anticorps monoclonaux dirigés contre les protéines DnaBII permettent de détruire la structure des biofilms,,.
Mieux comprendre la formation des biofilms pathogènes ainsi que la manière dont les bactéries y entretiennent des interactions synergiques utiles ou pathogènes (et permettant éventuellement l'apparition d'antibiorésistance) est donc un enjeu de santé publique, d'autant plus qu'ils semblent par ailleurs jouer un rôle moteur dans la croissance de nombreux types de cancers,,,, débutant par la formation d'adénomes qui se transforment en adénocarcinomes par l'action par exemple d'un virus oncogène (mode d'action constaté pour le Papillomavirus humain),.

### Réceptivité du patient
Les patients hospitalisés ont souvent — par nature — des défenses immunitaires altérées, du fait de pathologies portant directement atteinte à leurs compétences immunitaires (diabète, insuffisance respiratoire, pathologies immunitaires, grands brûlés…), ou en raison de leur état général.
Ainsi les personnes dénutries ou aux âges extrêmes de la vie sont-elles plus réceptives aux infections en général, et nosocomiales en particulier.

### Autres traitements responsables d'infections nosocomiales
Enfin les traitements ou les dispositifs médicaux utilisés, comme les sondes urinaires, les sondes d'intubation, les cathéters, les drains, mais aussi les traitements par corticoïdes, antibiotiques, immunosuppresseurs… constituent un terrain propice au développement de pathologies nosocomiales.

## Traitement
De par leur nature d'infection hospitalière, les infections nosocomiales sont difficiles à traiter puisque les germes hospitaliers sont généralement multi-résistants aux antibiotiques, y compris aux carbapénèmes et à la colistine. Cela place les patients dans un risque d'impasse thérapeutique.
En général, le traitement consiste à combiner divers agents antibiotiques. La recherche porte sur le développement de nouvelles classes d'antibiotiques.
Lorsque cela est possible, le patient est opéré et la zone d'infection retirée chirurgicalement ou simplement drainée. Lorsque l'atteinte concerne un membre, l'amputation est quelquefois nécessaire.
Des voies alternatives sont partiellement disponibles, comme la phagothérapie, active contre les germes multi-résistants,. Elle consiste à administrer une préparation de virus bactériophages ciblant spécifiquement la bactérie résistante. Utilisée en France jusque dans les années 1970, elle a disparu devant le progrès des antibiotiques plus faciles d'emploi. Certains pays en ont conservé la pratique, comme la Russie et certains pays de l'ex-URSS. L'antiobiorésistance motive désormais de nouvelles recherches en phagothérapie, ainsi que des modifications réglementaires et législatives. La phagothérapie est autorisée en France après acceptation par l'ANSM d'une demande d'Autorisation temporaire d'utilisation (ATU) ou, depuis 2019, pour les spécialités ayant le statut de préparation magistrale.

## Prévention
Il est estimé que 30 % des infections nosocomiales pourraient être évitées : « Au total, compte tenu des origines multiples des infections nosocomiales, Il est estimé à 70 % la proportion de celles qui ne pourraient pas être évitées par une meilleure prévention (mesures d'hygiène, locaux adaptés, etc.), notamment en raison de leur origine endogène. »
Les principales mesures pour combattre les infections nosocomiales relèvent de l'hygiène :
- hygiène des mains des soignants, des patients et de leur entourage (Souvent par friction hydroalcoolique en l'absence de cas de Clostridium ou de souillure sur les mains) ;
- dépistage à l'arrivée dans l'hôpital des patients considérés comme les plus à risques (tranches d'âge extrêmes, patients ayant déjà subi de nombreuses hospitalisations, immunodéprimés, etc, transferts venus d'autres hôpitaux) en particulier pour les SARM, comme pratiqué aux Pays-Bas, en Finlande et au Danemark ;
- isolement septique (en particulier dans une chambre individuelle) des malades susceptibles de propager l'infection ;
- isolement protecteur des sujets anormalement susceptibles aux infections ;
- surveillance de l'usage des antibiotiques dans l'hôpital ;
- surveillance de l'environnement par un technicien biohygiéniste (traitement d'air : au bloc opératoire, chambres de greffes; contrôle de l'eau : eau bactériologiquement maîtrisée, eau chaude sanitaire (légionelles), eau pour soins standards, Contrôle de la désinfection des endoscopes, Contrôle de la qualité microbiologique des surfaces ;
- actions préventives techniques : traitement des conduites transportant les fluides, notamment l'eau (choc thermique / choc chloré) des tours aéro-réfrigérantes et l'air (nettoyage des gaines, chauffage, climatisation) ;
- formation et contrôle médical périodique du personnel de l'hôpital : lavage des mains entre chaque patient (détersion avec du savon si nécessaire, et friction à la solution hydroalcoolique), utilisation de gants stériles et de masques si nécessaire, désinfection du matériel (notamment à l'autoclave), obligation pour le personnel soignant de retirer tout bijou et ornement corporel transportant idéalement des germes même après détersion, destruction du matériel à usage unique ;
- constitution d'un Comité de lutte contre les infections nosocomiales chargé d'élaborer un programme pour le contrôle des infections nosocomiales en association avec une équipe opérationnelle d'hygiène (EOH, UHLIN…) ;
- changement régulier (trois à quatre fois par an) des anti-bactériens de surface (et d'une manière générale de tous les produits d'entretien) pour que les bactéries ne deviennent pas résistantes aux produits[réf. nécessaire].

La réduction de la durée de séjours du patient est une méthode efficace de réduction du taux d'infections nosocomiales en chirurgie, soit via le développement de la chirurgie ambulatoire, soit via celle de la récupération rapide après chirurgie pour les hospitalisations complètes.

### Instances

#### En France
En France, c'est en 1988, que le CLIN (Comité de lutte contre les infections nosocomiales) ainsi que ses cellules filles régionales, les C.CLIN (Centres de coordination de la lutte contre les infections nosocomiales) sont institués. Ces structures d'État ont pour mission d'auditer grâce aux équipes d'hygiène et aux CLIN la prévalence et l'incidence des infections nosocomiales des structures de soins publiques ou privées ; de publier ces informations sous forme d'un communiqué au public, d'une bibliographie documentaire ou d'un rapport d'alerte à l'InVS ou l'Afssa ; de favoriser par des moyens techniques ou bibliographiques les plans de lutte internes à chaque structure de soins (et ce notamment en éditant annuellement le « Guide de bonnes pratiques et de recommandations » à l'intention des professionnels de la santé à l'issue des conférences de consensus).
Depuis le 1er juillet 1998, la loi de sécurité sanitaire du code de la santé publique prévoit que chaque établissement de santé se doit de se doter d'un plan de lutte contre les infections nosocomiales. Le renforcement de la prévention des risques sanitaires doublé par l'organisation de la lutte contre les infections nosocomiales par le CLIN, permettent à chaque établissement de santé de constituer une cellule de lutte contre les infections nosocomiales animée par l'Équipe opérationnelle d’hygiène (EOH).
En l'absence de réglementation, les équipes opérationnelles se composent de façon assez différente d'un établissement à l'autre. Elles peuvent être constituées d'un ou plusieurs médecins hygiénistes (ou praticiens hygiénistes (+ DU d'hygiène)), d'une ou plusieurs infirmières hygiénistes avec souvent un cadre infirmier hygiéniste (IDE + DU d'Hygiène) et d'un ou plusieurs techniciens biohygiéniste (Techniciens de laboratoire titulaires d'un bac+2 en biologie de laboratoire (BTS AB par exemple) et ayant effectué 1 an de spécialisation en hygiène à l'ENCPB à Paris ou depuis septembre 2007 de la licence professionnelle « biohygiène » décernée par cette même école soutenue par l'université Pierre-et-Marie-Curie - Paris 6.
Il est cependant noté que la non-reconnaissance des spécialités d'hygiéniste et l'absence de législation stricte pour les praticiens, techniciens et infirmières freine largement la création de ces postes considérés comme couteux aux yeux des établissements actuellement. La création des pôles sur les objectifs de la rentabilité met à mal ces équipes qui pourtant travaillent dans l'objectif de minimiser le surcoût incontournable qu'engendre l'hygiène. L'hygiène est un investissement sur le long terme et ne produit pas une activité palpable à court terme. Mais le coût d'une infection nosocomiale reste in fine important, à la fois pour le patient, l'établissement de soin et pour l'institution nationale de sécurité sociale.
« L'InVS a mis au point un système d'alerte efficace. Ce système met en relation les établissements qui alertent l'InVS lorsqu'une épidémie ou une infection résistante surviennent ; Raisin (Réseau d'alerte, d'investigation et de surveillance des infections nosocomiales) produit alors des recommandations s'il y a lieu. Deux exemples récents incluent entérocoque résistant à la vancomycine (alerte en juillet 2005) et acinetobacter baumannii multi-résistant aux antibiotiques, signalé dans 54 établissements répartis dans 15 départements (recommandations juin 2004). »
« Des résultats encourageants corroborent ceux enregistrés par exemple à l'AP-HP où le pourcentage de SARM a diminué de ¼ en court séjour et de moitié en réanimation entre 1993 et 2002 (passant de 55 % à 24 %). Une tendance à la baisse du pourcentage de SARM en réanimation durant les 4 dernières années a été aussi enregistrée dans les CCLIN Paris-Nord et Sud-Ouest.
Ces résultats qui vont dans le bon sens semblent être le fruit d'une mise en place d'un programme spécifique de prévention de la transmission croisée des bactéries multi-résistantes, et d'un meilleur usage des antibiotiques. Mais la vigilance demeure de mise et des progrès restent à faire, particulièrement en France. Par exemple, la proportion des souches EBLSE a diminué depuis 1993 (diminution régulière dans le temps) mais, en revanche, la résistance de ces bactéries a gagné l'espèce E. coli, espèce commensale majeure, ce qui fait craindre une diffusion dans la communauté. Elle a gagné aussi l'espèce E. aerogenes. »
Le ministère de la santé a mis en place un indicateur composite des activités de lutte contre les infections nosocomiales « ICALIN », dont l'objectif est d'inciter tous les établissements de santé à mesurer leurs actions et leurs résultats dans le domaine de la lutte contre les infections nosocomiales. En mai 2010, un nouvel acteur dans la lutte contre les maladies nosocomiales a vu le jour : la SF2H, issue du regroupement de la Société française d'hygiène hospitalière (SFHH) et de la Société des infirmiers et infirmières en hygiène hospitalière (SIIHHF). L'ensemble des professionnels de la gestion des risques infectieux et de l'hygiène hospitalière, notamment pharmaciens, médecins, infirmiers et biologistes, y sont réunis. Leurs missions principales sont l'organisation de réunions scientifiques et la publication de documents de prévention et de recommandations; l'étude de problématique d'hygiène hospitalière ; et la mise en place d'actions de formation, d'information, d'enseignement et de recherche.

#### Dans les pays scandinaves
Un travail a été fait pour comparer des protocoles d'éviction des staphylocoques dorés résistants à la méticilline (SARM) dans les pays scandinaves. Car « dans les Pays-Bas et les pays scandinaves, le taux de SARM est inférieur à 1 % alors qu'il est en France de 28 % selon l'EARSS 2004, et se situe aussi à des taux importants au Royaume-Uni, en Allemagne, en Belgique et aux États-Unis (50 % selon le National Nosocomial Infections Surveillance System8(*) ».
Les pays scandinaves et les Pays-Bas, pour obtenir un taux si faible de SARM, ont développé le protocole appelé Search and Destroy (S & D). Les impacts des mesures de ce programme S & D ont été étudiés en utilisant des modèles mathématiques en considérant soit un faible taux de SARM (<1 %), soit un fort taux de SARM (supérieur à 10 %).
Les six mesures préventives étudiées étaient :
- mesure I : la prise en charge des porteurs de SARM en chambre seule ;
- mesure II : la recherche d'une colonisation et l'isolement des patients à risque, c'est-à-dire les patients déjà identifiés comme porteurs de SARM ou provenant de services à risque ;
- mesure III : la recherche systématique de SARM chez tous les patients après la détection d'une IN dans un service ;
- mesure IV : mesure III associée à la recherche systématique d'une colonisation par le SARM dans le personnel soignant d'un service infecté, et arrêt de travail jusqu'à décontamination des membres du personnel infectés ;
- mesure V : interdiction de nouvelles admissions dans les services présentant une transmission avérée entre les patients, cette mesure étant prolongée jusqu'à isolement en chambre seule de tous les porteurs de SARM ;
- mesure VI : la colonisation du SARM est éradiquée à la fin de l'hospitalisation.

Les simples mesures d'hygiène des mains sont sous-entendues dans le comportement du personnel de santé et ne sont donc pas mentionnées en tant que telles bien qu'elles soient indispensables et nécessairement respectées.
- Première constatation : dans les modèles à faible taux de SARM (<1 %), l'absence de toute mesure de contrôle s'accompagne en 10 ans d'une augmentation du taux atteignant plus de 15 %. L'application de la mesure I seule n'est pas suffisante pour maintenir le taux d'IN à SARM à moins de 1 % mais l'augmentation est très lente (1,5 % en 30 ans). L'association de la mesure I avec la mesure II ou avec la mesure III permet de maintenir un taux de SARM à moins de 1 %. L'association des mesures I, II et III donne les meilleurs résultats. Les mesures IV, V, et VI offrent chacune un bénéfice supplémentaire minime.
- Deuxième constatation : dans les modèles à fort taux de SARM (>10 %), l'application de l'ensemble des mesures du programme S & D réduit le taux de SARM à 1 % en 6 à 12 ans. L'application de la mesure I seule le réduit à 5 % en 15 ans. Et les applications, par étape ou globalement, de la mesure I avec la mesure II ou avec la mesure III ou avec les mesures II et III aboutissent à une diminution du taux de SARM allant de moins de 2 % à moins de 1 % sur 20 à 30 ans selon le modèle. Le nombre total de jours requis en isolement par hôpital sur 30 ans est d'une centaine de milliers de jours.

Aucune possibilité d'adopter ce protocole Search and Destroy n'est encore connue. Les pays ayant un fort taux de SARM pourraient s'inspirer de ce programme S & D et de ses six mesures. À noter que ces mesures, pour être efficaces, doivent être respectées de façon exhaustive : par exemple, une efficacité d'isolement des patients de seulement 50 % ne pourrait conduire à une diminution du taux de SARM.
Des limites s'imposent immédiatement pour appliquer un tel programme en France :
- un problème architectural existe qui fait que souvent dans les services de réanimation, les réanimateurs ne disposent pas de chambre d'isolement ou n'en disposent pas en nombre suffisant : chambres en réanimation à trois lits, heureusement de moins en moins fréquentes… ;
- l'élément démographique. Les pays scandinaves sont petits : la Suède compte 9 016 596 habitants, (soit un peu moins que la population globale d'Île-de-France en 2010, le Danemark, 5 534 738, la Finlande près de 6 000 000, contre 65 447 374 en France, 50 753 000 au Royaume-Uni, soit respectivement 7 et 6 fois moins peuplés), la gestion humaine et politique de ces problématiques s'y avère donc nettement plus maniable, compte tenu également d'une politique sociale développée, de la prédominance d'un état-providence très centralisateur et d'une lecture unilatérale et consensuelle des lois qui s'établissent à son profit ;
- un problème culturel comportemental existe également qui entrave les plus simples mesures d'hygiène (une sous-estimation du risque, une plus grande capacité de réaction à la conséquence pathologique que d'anticipation et de prévention des risques liés), appliquées depuis longtemps dans les pays scandinaves.

Mais ce modèle est à garder à l'esprit. À ce propos, il est remarqué que les pays ayant de bons résultats en matière de résistance aux antibiotiques ne sont pas toujours ceux qui ont de bons résultats en matière d'IN. Les mesures à prendre pour ces deux objectifs, pourtant très liés, sont distinctes.

#### En Suisse
Dans le canton de Genève, l'étude Clean Care is Safer Care menée par les Hôpitaux Universitaires de Genève (HUG), en partenariat avec l'OMS, a pu mettre en évidence qu'en fournissant un flacon de poche de solution hydroalcoolique (SHA) à chaque professionnel de santé, la prévalence des infections nosocomiales d'origine manuportée était réduite de moitié. Une des principales explications mises en avant par l'audit est qu'un lavage des mains à l'eau et au savon est plus contraignant que de pratiquer une hygiène des mains à l'aide d'une friction de SHA.
À la suite de cette étude révélant qu'en levant certaines contraintes (temps d'un lavage, intolérance cutanée au papier d'essuyage, facilité d'emploi de la SHA et disponibilité sur l'instant du produit), la cellule VigiGerme des HUG recommande qu'à opportunité égale, il vaut mieux privilégier une friction de SHA à un lavage classique.

## Situation en France
« On admet communément que, en France, 6 % à 7 % des hospitalisations sont compliquées par une infection nosocomiale (IN) plus ou moins grave, soit environ 750 000 cas sur les 15 millions d'hospitalisations annuelles. »
Toujours selon ce dernier rapport de l'OPEPS (juin 2006), les infections nosocomiales constituent « 22 % des événements graves liés aux soins, contre 37,5 % pour les autres suites d'une intervention chirurgicale et 27,5 % pour les accidents médicamenteux ».

### Statistiques
L'estimation habituelle du nombre de décès annuels est de 7 000 à 10 000. Une enquête récente (C.CLIN Paris-Nord, PHRC, 2001) table plutôt sur 4 200. « Au total, les infections nosocomiales seraient donc en cause pour 9 000 décès par an, dont 4 200 concernent des patients pour lesquels le pronostic vital n'était pas engagé à court terme à leur entrée à l'hôpital. Pour la moitié de ces 4 200 décès, aucune autre cause de décès n'est détectée. »
L'imputabilité est de toute façon délicate à établir. « Peu d'études ont été réalisées mais il semblerait que les IN multiplient le risque de décès par 3 si le nombre de décès des patients ayant acquis une IN est comparé à celui des patients « identiques » n'ayant pas acquis une IN. 
Finalement, il est estimé que le nombre de décès en secteur hospitalier avec IN à environ 9 000, dont 4 200 chez des patients dont le pronostic vital n'était pas engagé à court terme, dont la moitié sans autre cause de décès ».
Il est probable que les trois quarts de ces 4 200 décès soient victimes de bactéries multirésistantes aux antibiotiques.

### Coût
Les estimations varient beaucoup selon le site anatomique de l'infection, de la nature du germe, de la pathologie prise en charge mais aussi du service d'hospitalisation, mais globalement « les infections nosocomiales entraînent un surcoût financier important et croissant, essentiellement dû à un allongement de la durée d'hospitalisation (4 jours en moyenne), au traitement anti-infectieux et aux examens de laboratoire nécessaires au diagnostic et à la surveillance de l'infection. Une infection nosocomiale allonge le séjour en chirurgie orthopédique de près de 2 semaines. Elle augmente les coûts de prise en charge du patient de 300 %. Les études font état d'une échelle de coûts très large, allant de 340 euros en moyenne pour une infection urinaire à 40 000 euros pour une bactériémie sévère en réanimation.
En appliquant une fourchette de surcoût moyen de 3 500 à 8 000 euros par infection aux 750 000 infections nosocomiales annuelles, un montant de dépenses atteint de 2,4 à 6 milliards d'euros. Ainsi, une diminution de 10 % du nombre d'infections conduirait à une économie de 240 à 600 millions d'euros, soit jusqu'à 6 fois plus que l'effort de prévention consenti par les établissements hospitaliers, qui s'établit à une centaine de millions d'euros. Ce rapide calcul montre combien le coût de la non-qualité est supérieur à celui de la prévention ».

### Politique de prévention
Plusieurs mesures depuis 1995 ont « produit des résultats non négligeables en termes de prévalence des infections nosocomiales parmi les patients hospitalisés. Ainsi, entre l'enquête de prévalence de 1996 et celle menée en 2001, ce taux a été ramené de 8,3 % à 7,2 % dans les centres hospitaliers universitaires et de 6,5 % à 5 % dans les centres hospitaliers ».

### Prise de conscience collective
Une enquête Ipsos (2006) montre que 83 % des personnes interrogées ont entendu parler des infections nosocomiales, et que ces risques « constituent la source d'inquiétude première des Français dans le cadre d'une hospitalisation, avant les erreurs médicales. » Crainte sous-estimée par les professionnels de santé, qui estiment que la peur d'être anesthésié serait leur premier facteur d'anxiété.
« En revanche, le grand public ne s'estime pas correctement informé sur les causes et les conséquences des infections nosocomiales. ». L'Opeps conclut que « l'effort en matière de lutte contre les infections nosocomiales devra, dans les années à venir, mettre l'accent sur l'information des professionnels de santé, comme de la population dans son ensemble. »

### Régime juridique et indemnisation des victimes d'infection nosocomiale
C'est actuellement la loi du 4 mars 2002, dite « Loi Kouchner », ainsi que la loi du 31 décembre 2002, dite « loi About », qui déterminent le régime juridique applicable aux infections nosocomiales aux articles L.1142-1 et L.1142-1-1 du Code de la santé publique.
L'article L.1142-1 dispose à son paragraphe I alinéa 2 : « Les établissements, services et organismes susmentionnés sont responsables des dommages résultant d'infections nosocomiales, sauf s'ils rapportent la preuve d'une cause étrangère. »
L'article L.1142-1-1 dispose : « Sans préjudice des dispositions du septième alinéa de l'article L. 1142-17, ouvrent droit à réparation au titre de la solidarité nationale :
1° Les dommages résultant d'infections nosocomiales dans les établissements, services ou organismes mentionnés au premier alinéa du I de l'article L. 1142-1 correspondant à un taux d'atteinte permanente à l'intégrité physique ou psychique supérieur à 25 % déterminé par référence au barème mentionné au II du même article, ainsi que les décès provoqués par ces infections nosocomiales (...) »
Le régime de réparation du préjudice corporel subi par le patient dépend donc de l'importance du préjudice subi, le patient devant s'adresser soit à l'établissement de santé au sein duquel l'infection a été contractée soit à l'Office National d'Indemnisation des Accidents Médicaux (ONIAM) compétent pour indemniser les victimes au titre de la « solidarité nationale ».
L'organisme social ayant avancé le coût des soins strictement imputables aux conséquences de l'infection est susceptible d'exercer une action fondée sur l'article L.376-1 du Code de la Sécurité Sociale uniquement à l'encontre des établissements de santé.
En pratique, le patient sollicitera une expertise médicale infectiologique au contradictoire du seul établissement de santé si l'infection ne répond manifestement pas au critère de gravité de l'article L.1142-1-1, et au contradictoire de l'établissement de santé et de l'ONIAM si le seuil de gravité semble atteint.
Seules les infections contractées en établissement (par opposition au cabinet médical individuel) sont susceptibles de donner lieu à réparation.

### Comités et législations françaises
- Depuis 1988, chaque établissement de soin doit se munir d'un comité de lutte contre les infections nosocomiales (CLIN), code de la Santé publique, art. R711-1-1 et suivants).
- Circulaire DGS/VS/VS2-DH/EO1 - no 17 du 19 avril 1995 : relative à la lutte contre les infections nosocomiales dans les établissements de santé publics ou privés participants à l'exécution du service public.
- Les textes fondamentaux régissant l'organisation de la lutte contre les infections nosocomiales en France répertoriés sur le site du Clin Sud Ouest.
- Circulaire no 599 du 13 décembre 2004 relative à la mise en œuvre du programme national de lutte contre les infections nosocomiales 2005/2008 dans les établissements de santé
- Plan gouvernemental de lutte contre les infections nosocomiales 1995-2000
- Pour mémoire, la première circulaire, abrogée depuis par la circulaire no 645 du 29 décembre 2000, la circulaire no 263 du 13 octobre 1988 relative à l'organisation de la surveillance et de la prévention des infections nosocomiales
- [PDF] Infections liées aux soins réalisés en dehors des établissements de santé — guide de prévention, Direction générale de la Santé

### Étude de cas cliniques (France)
- 5 cas illustrant des parcours de patients après intervention orthopédique compliquée d'IN
- 2 cas illustrant la complexité des pathologies des patients ayant acquis une IN (deux cas de septicémie)
- 6 cas cliniques recueillis au cours `d'une visite' d'une unité de réanimation ; les patients ont subi un accident médical majeur